# Мостовской
Мостовско́й — посёлок городского типа на юго-востоке Краснодарского края России. Административный центр и крупнейший населённый пункт Мостовского района, а также центр Мостовского городского поселения. 

## География
Посёлок расположен на левом берегу Лабы, в 32 км южнее города Лабинск. Железнодорожная станция Мостовская на ветке «Курганинск—Псебай». На противоположной стороне реки расположена станица Зассовская. Мостовской, как и весь Краснодарский край, находится в часовой зоне, обозначаемой по международному стандарту как Moscow time zone (MSK). Смещение относительно UTC составляет +3:00.

## История
10 октября 1961 года село было преобразовано в рабочий посёлок Мостовской. 21 февраля 1975 года восстановлен Мостовской район, посёлок стал районным центром. В 1980-х годах в районе планировалось строительство АЭС, чему помешала Чернобыльская авария.

## Население
| 1926    | 1939    | 1959    | 1970    | 1979    | 1989    | 2002    |
| ------- | ------- | ------- | ------- | ------- | ------- | ------- |
| 4512    | ↗4920   | ↗7216   | ↗12 495 | ↗14 363 | ↗19 348 | ↗24 866 |
| 2010    | 2012    | 2013    | 2014    | 2015    | 2016    | 2017    |
| ↗25 075 | ↘24 988 | ↗25 034 | ↘25 023 | ↘25 006 | ↗25 118 | ↗25 131 |
| 2018    | 2019    | 2020    | 2021    | 2023    |         |         |
| ↘24 975 | ↗25 014 | ↗25 062 | ↗25 548 | ↘25 365 |         |         |

Национальный состав
По переписи населения 2002 года из 24.866 проживающих в посёлке 24.318 человек пришлось на 6 национальностей:
| Национальность | %      | Численность |
| -------------- | ------ | ----------- |
| Русские        | 93,0 % | 23120       |
| Украинцы       | 2,5 %  | 619         |
| Армяне         | 0,8 %  | 204         |
| Адыгейцы       | 0,7 %  | 174         |
| Белорусы       | 0,4 %  | 106         |
| Немцы          | 0,4 %  | 95          |

## Школы

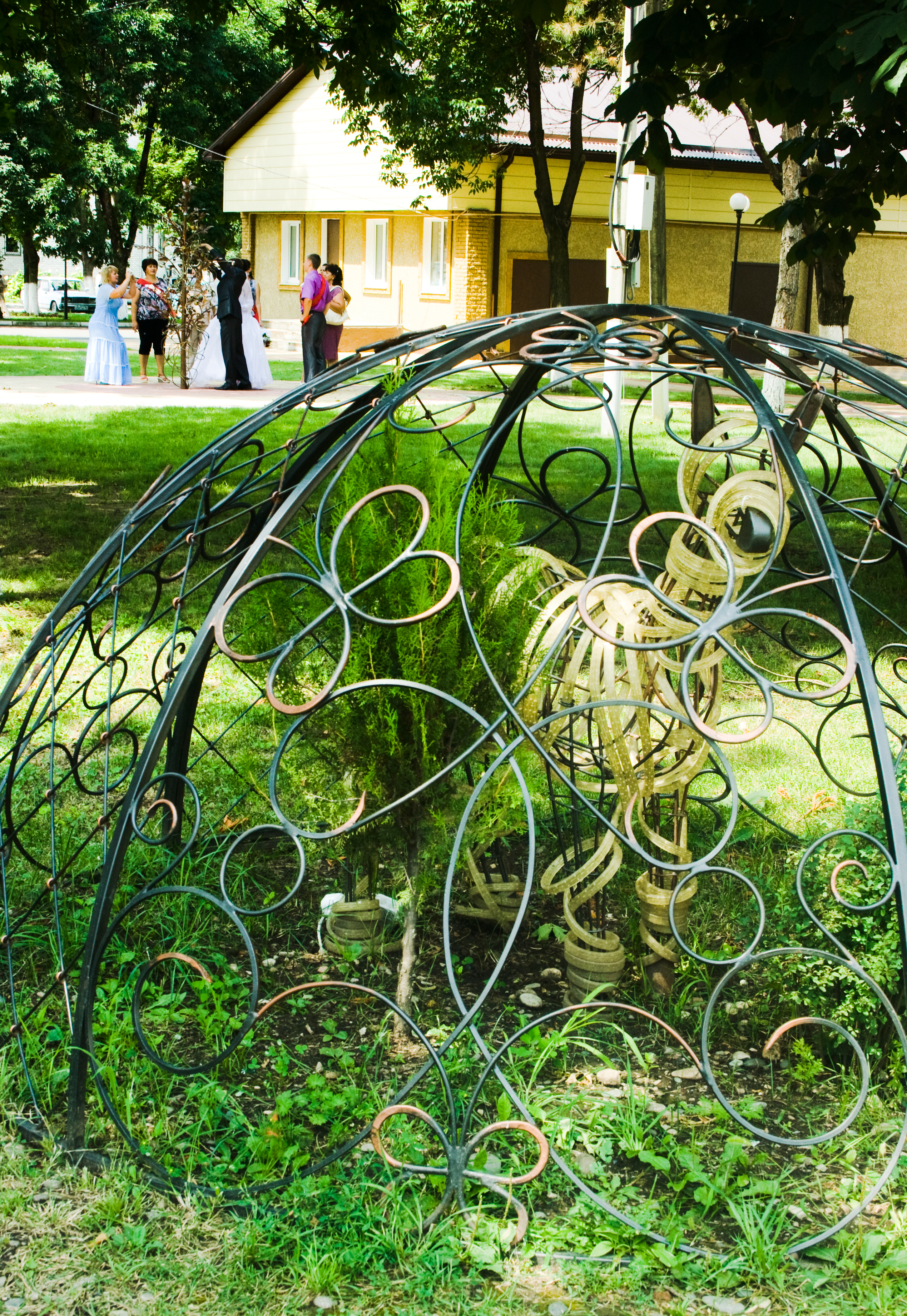
Парк Победы

На территории посёлка Мостовского располагаются 5 средних школ: № 1, № 2, № 28, № 29, № 30, государственное образовательное учреждение начальной профессиональной подготовки ПУ № 13, филиал Анапского индустриального техникума.
- МОУ СОШ № 1
- СОШ № 2
- СОШ № 28
- СОШ № 29
- СОШ № 30
- Мостовская детская школа искусств